# Gerhard Dumbar (1743-1802)
Gerhard Dumbar (Deventer, 2 september 1743 – aldaar, 6 augustus 1802) was vele jaren secretaris van de stad Deventer. Hij was tevens een bekend historicus. 

Hij was de zoon van Derk Dumbar (1713-1789), advocaat en griffier van de Staten van Overijssel. Derk was getrouwd met Gerhardina Antonia Hagedoorn (1717-1743); via haar kwam door vererving het woonhuis aan de Stromarkt in het bezit van de familie Dumbar, dat als Familiehuis Dumbar bekend staat.
 Gerhard volgde zijn eerste opleiding aan het Athenaeum Illustre in Deventer, en studeerde verder aan de Universiteit van Utrecht.
Gerhard Dumbar schreef twee wetenschappelijke werken: De oude en nieuwe constitutie der Vereenigde Staten van Amerika en de Hedendaagsche historie van Overijssel. Dit laatste boek laat zien dat hij een gematigd verlicht denker en tevens een gematigde patriot was. Hij droeg vol overtuiging zijn patriottische denkbeelden uit, maar huldigde daarbij een gematigd, federalistisch standpunt. Het familiehuis was woensdag 8 maart 1798 de plaats waar hij op last van het meer unitaristisch bewind in Den Haag werd aangehouden, waarna hij enkele maanden in Huis Honselaarsdijk werd opgesloten.